# Gova
Gova (ou Gwova, Gouava) est une localité du Cameroun située dans le département du Mayo-Tsanaga et de la Région de l'Extrême-Nord, dans les monts Mandara, à proximité de la frontière avec le Nigeria. Elle fait partie de la commune de Mogodé et du canton de Mogodé rural.

## Population
En 1966-1967, Gova comptait 1 095 habitants, pour la plupart des Kapsiki.
Lors du recensement de 2005, elle en comptait 5 959.

## Infrastructures
Gova dispose d'un marché régional hebdomadaire le mardi.
En 1972 le village était inaccessible en voiture.